# Evangelienspruch
Ein Evangelienspruch (auch Evangelienmotette) ist eine mehrstimmige Vertonung eines Ausschnitts aus einem Evangelium, die Vertonung ganzer Evangelien nennt sich Historie.

## Geschichte
Die evangelisch-lutherische Kirche übernahm von der katholischen Kirche das Konzept einer festen Perikopenordnung, also einer verbindlichen Festlegung der Schriftlesungen für die einzelnen Sonntage und Feiertage. Die Schriftlesungen wurden zunächst in Form einfacher Melodiemodelle (Lektionstöne) gesungen.
Nachdem sich die Vertonung von Bibeltexten in Volkssprache zunächst fast ausschließlich auf Psalmtexte beschränkt hatte, wurden gegen Ende des 16. Jahrhunderts erste deutsche Evangeliensprüche komponiert. Andreas Raselius (1594), Christoph Demantius (1610), Melchior Vulpius (ab 1612) und Melchior Franck (Gemmulae Evangeliorum, auch bekannt als Deutsche Evangeliensprüche für das Kirchenjahr, 1623) veröffentlichten Chorzyklen (Evangelienjahrgänge), in denen für jeweils ein ganzes Kirchenjahr für jeden Sonn- und Feiertag ein zentraler Ausschnitt aus dem jeweiligen Perikopentext als Evangelienspruch komponiert war. Bei damaliger Aufführung eines Evangelienspruchs fand vermutlich der größte Teil der Evangeliums-Lesung im Lektionston statt, und der Evangelienspruch wurde an der entsprechenden Stelle (als Figuralmusik) eingeschoben.
Der Evangelienspruch kann als eine der Urformen der Kantate angesehen werden. Bei der Kantate findet die Aufführung nicht mehr innerhalb des Evangeliumsvortrages, sondern im Anschluss an diesen statt, die Texte sind länger und nicht auf Lesungstexte beschränkt, die Form wird mehrteilig, die Einbeziehung von Instrumenten wird die Regel.